# Thomomys clusius
Thomomys clusius is een zoogdier uit de familie van de goffers (Geomyidae). Het is de kleinste van 12 soorten berggoffer waarvan de kop-romplengte ongeveer 13 cm en de staart zo'n 6 cm lang is. De vacht is bleek geelachtig grijs, met een donkerder snuit, een lichte rand om de kleine, ronde oorschelp, geleidelijk overgaand in witachtig op de buik en de binnenkant van de poten. Het dier graaft gangenstelsels. Net als veel andere gravende knaagdieren zijn de poten kort en is de snuit stomp. De soort komt uitsluitend voor in het zuidelijke deel van de Amerikaanse staat Wyoming, meestal in vlakke gebieden met klei- of lössbodems waar de struikvormige meldesoort Atriplex gardneri de vegetatie domineert of grindrijke rivierafzettingen. Hoewel de United States Fish and Wildlife Service in 2010 concludeerde dat vermelding onder de Endangered Species Act niet gerechtvaardigd was, blijven staats- en federale instanties de soort erkennen als gevoelig vanwege zijn beperkte verspreiding en populatiegrootte.

## Beschrijving
Thomomys clusius is de kleinste van de berggoffers. De vacht is bleek geelachtig grijs met een lichte bruinachtige tint en dof grijs aan de basis van de haren. De vacht heeft op de rug dezelfde kleur als de wangen en de bovenkant van de kop. De randen van de kleine oren zijn omzoomd met witte haren en er zijn geen oorvlekken. De buik, voet en staart zijn wittig, maar de snuit is zwartachtig. Volwassen mannetjes en vrouwtjes zijn even groot. De totale lengte bedraagt 16,1–18,4 cm, de kop-romplengte 11,2–13,4 cm, de lengte van de achterpoot 2,0–2,2 cm, de jukbeenbreedte 1,75–1,98 cm, de schedelbreedte 1,60–1,78 cm, de lengte van de tandrij 1,03–1,16 cm, de staartlengte 5–7 cm en de oorlengte 0,5–0,6 cm. De wangzakken zijn groot en ongeveer 4,5 cm lang. Het penisbot is 10-14 mm lang.

### Verschillen met verwante soorten in het zelfde gebied
Thomomys clusius met zijn kleinere formaat, het ontbreken van oorvlekken, een witte rand op de oren en een penisbot van ongeveer 12 mm, kan worden onderscheiden van de gewone berggoffer, T. talpoides, die groter is, donkere oorvlekken en een donkere oorrand heeft. Verder heeft T. clusius 46 chromosomen, terwijl de gewone berggoffer 48 of 56 chromosomen heeft in gebieden waar beide soorten te vinden zijn. Thomomys idahoensis heeft 56 of 58 chromosomen en eveneens donkere oorvlekken. De Green River in het zuidwesten van Wyoming vormt vermoedelijk de grens tussen te verspreidingsgebieden van T. idahoensis en T. clusius. De gewone goffer komt voor in de graslanden van de Great Plains in het oosten van Wyoming maar de soorten komen niet voor in hetzelfde gebied.

## Taxonomie
Deze soort berggoffer is voor het eerst wetenschappelijk beschreven door de Amerikaanse ornitholoog Elliott Coues in 1875 en hij gaf deze de naam Thomomys clusius. In zijn Revision of the pocket gophers of the genus Thomomys uit 1915 beschouwt Vernon Orlando Bailey het dier echter als een ondersoort van de gewone berggoffer en maakte daarmee de nieuwe combinatie Thomomys talpoides clusius. De soort wordt gerekend tot de orde van de knaagdieren. Inmiddels is gebleken dat T. clusius 23 paar homologe chromosomen heeft, terwijl de gewone berggoffer T. talpoides waar die in hetzelfde gebied voorkomt 24 dan wel 28 paar homologe chromosomen heeft. In eerste instantie werden deze dieren ingedeeld bij de onderorder Sciuromorpha, maar inmiddels worden de goffers ingedeeld bij de onderorde Castorimorpha, familie goffers. Er worden geen ondersoorten onderscheiden.

## Verspreiding
Thomomys clusius is alleen te vinden in het oosten van Sweetwater County en het zuidwesten van Carbon County, beide in de staat Wyoming, Verenigde Staten. Het dier kan voorkomen in hetzelfde gebied als 2 andere soorten berggoffer, T. talpoides en T. idahoensis.